# Poterie de Terre-de-Bas
La Poterie de Terre-de-Bas est une ancienne fabrique de poterie située en bordure de la Grande Baie dans la commune de Terre-de-Bas, en Guadeloupe. Elle est classée au titre des monuments historiques depuis le 15 décembre 1997.

## Historique
La création de cette poterie est attribuée soit à un certain Pierre Guichard ou à Jean-Pierre Fidelin peu après 1760 qui l'exploite jusqu'en 1809, avant de la transmettre à ses descendants. Les Fidelin sont une des plus anciennes familles de créoles de la Guadeloupe qui possède de nombreuses terres sur les îles des Saintes ainsi qu'à Trois-Rivières, d'où ils sont originaires, et où Fidelin acquiert avec son fils en 1785 à Grande Anse l'une des plus anciennes, sinon la plus ancienne poterie industrielle de la Guadeloupe, mentionnée dès 1716. La Poterie de Terre-de-Bas faisait partie d'une habitation s'étendant tout autour de la Grande-Baie, qui offrait un mouillage particulièrement favorable.

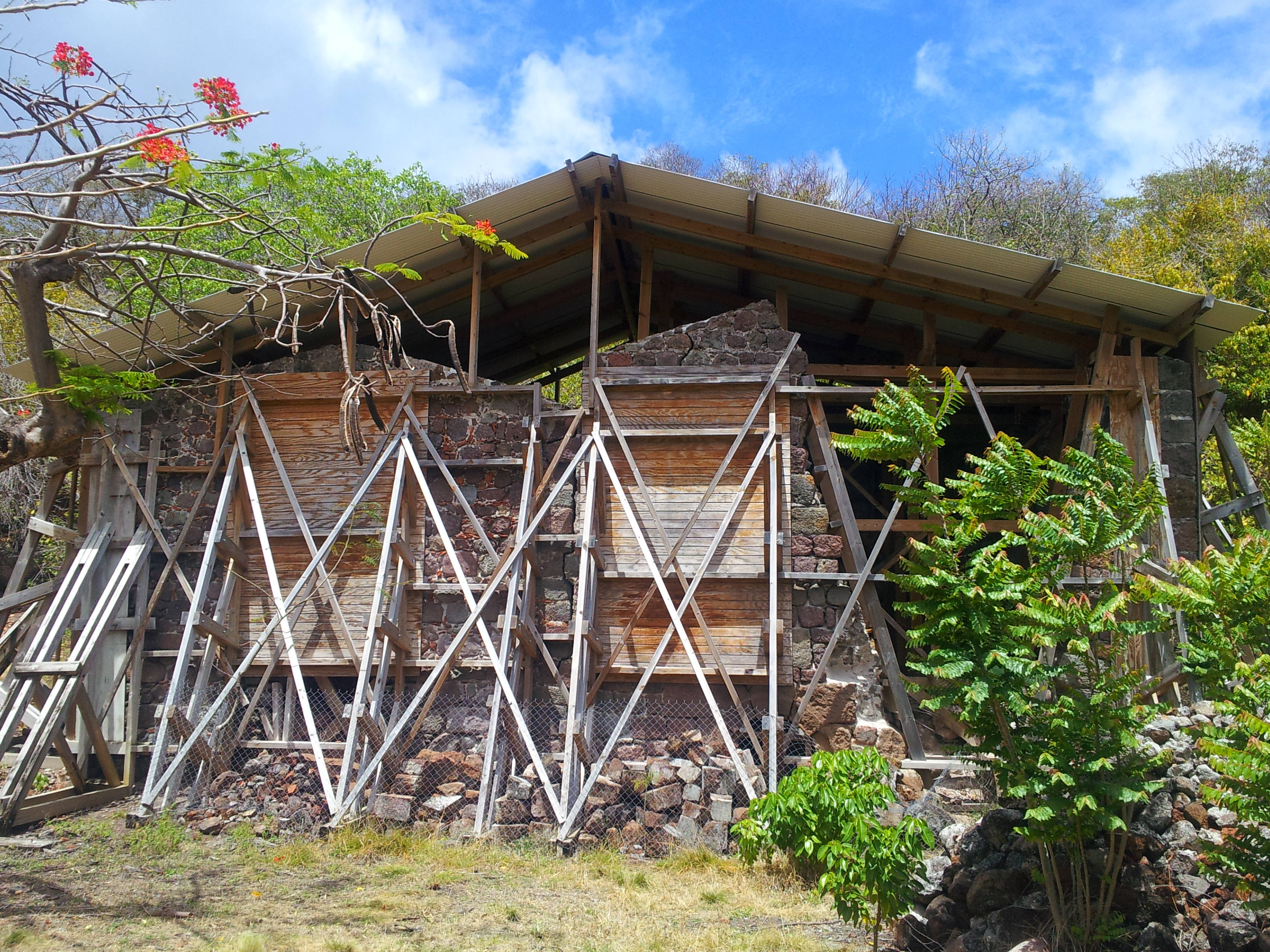
Fours

La poterie produisait essentiellement des formes pour fabriquer les pains de sucre et des pots à mélasse, utilisés pour l'affinage du sucre. La terre cuite était en cette fin de siècle le matériau le plus adapté pour fabriquer ces récipients. Ces ustensiles étaient essentiels dans la cristallisation du sucre. La production devait permettre de satisfaire la forte demande des sucreries. En effet, chacune d’entre elles en possédait 2 à 3 000 unités et le renouvellement lié à la casse courante était important. Les formes à sucre de plus de 50 cm de haut étaient cuites dans des fours de grandes dimensions (7 m sur 5 et plus de 8 m de haut). L’intérieur du four, doublé de briques réfractaires de teinte claire et aussi hermétique que possible, devait assurer une température atteignant environ 900 degrés, pendant plusieurs heures. La terre était amenée de Terre-de-Haut puis travaillée sur des tours à manivelle sur le site de la poterie par des esclaves. En 1811, l’habitation en comptait 121, puis 130 en 1837. Ils sont potiers, bien sûr, mais sont également chargés du transport de la terre et des poteries sur des pirogues à rames. Certains sont employés à couper le bois dont la poterie est très consommatrice, d’autres alimentent le four ou encore battent la terre. Les esclaves sont logés dans une trentaine de cases en bois ou en gaulettes recouvertes en paille.

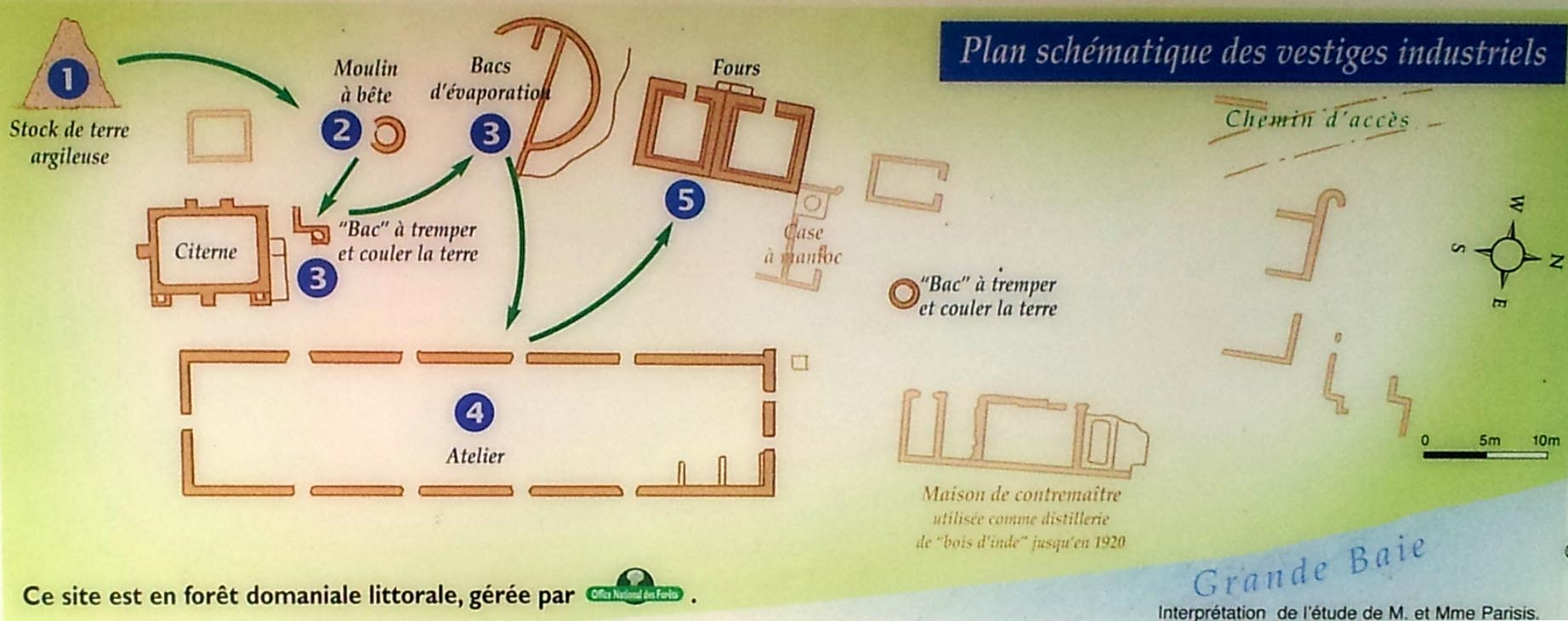
Plan schématique de la poterie

À partir de 1815, à la suite de l’effondrement du marché du sucre blanc, la poterie diversifie sa production. Des pots de fleurs, des jarres, des pots à anses mais aussi des carreaux sortent alors des fours de la poterie Fidelin. Jusqu'en 1830, le quart de la population de Terre-de-Bas travaille à la poterie. Durant la deuxième moitié du XIXe siècle, le fonctionnement devient intermittent, puis la poterie devient une distillerie de bois d'Inde jusqu'en 1920. 

## Propriétaires
Les propriétaires successifs de la poterie de Terre-de-Bas sont peut-être Pierre Guichard comme créateur, puis, à coup sûr, Jean-Pierre Fidelin, de 1764 jusqu’en 1809, puis le gendre de ce dernier, Marie-Joseph Grizel Sainte-Marie et d’autres descendants. 
Depuis 2015, le nouveau propriétaire est le Docteur Pierre SAINTE-LUCE, médecin, sociologue, né à Terre de Bas.

## Description
L'ensemble des bâtiments s'étend en bord de mer sur plus de deux hectares. La poterie de Terre-de-Bas se distingue par son ampleur et le nombre de bâtiments conservés, parmi lesquels subsistent les murs en élévation de la poterie, la masse de deux fours, une citerne, les vestiges d'un moulin à bête, et plusieurs bâtiments en ruine non identifiés. L'habitation principale associée à la fabrique et mentionnée dans les sources, n'a pas encore été localisée, mais elle pourrait aussi bien avoir disparu dans les deux ouragans particulièrement dévastateurs enregistrés en 1825 puis 1865, qui ont tous deux donné lieu à de nombreuses reconstructions des bâtiments de production.

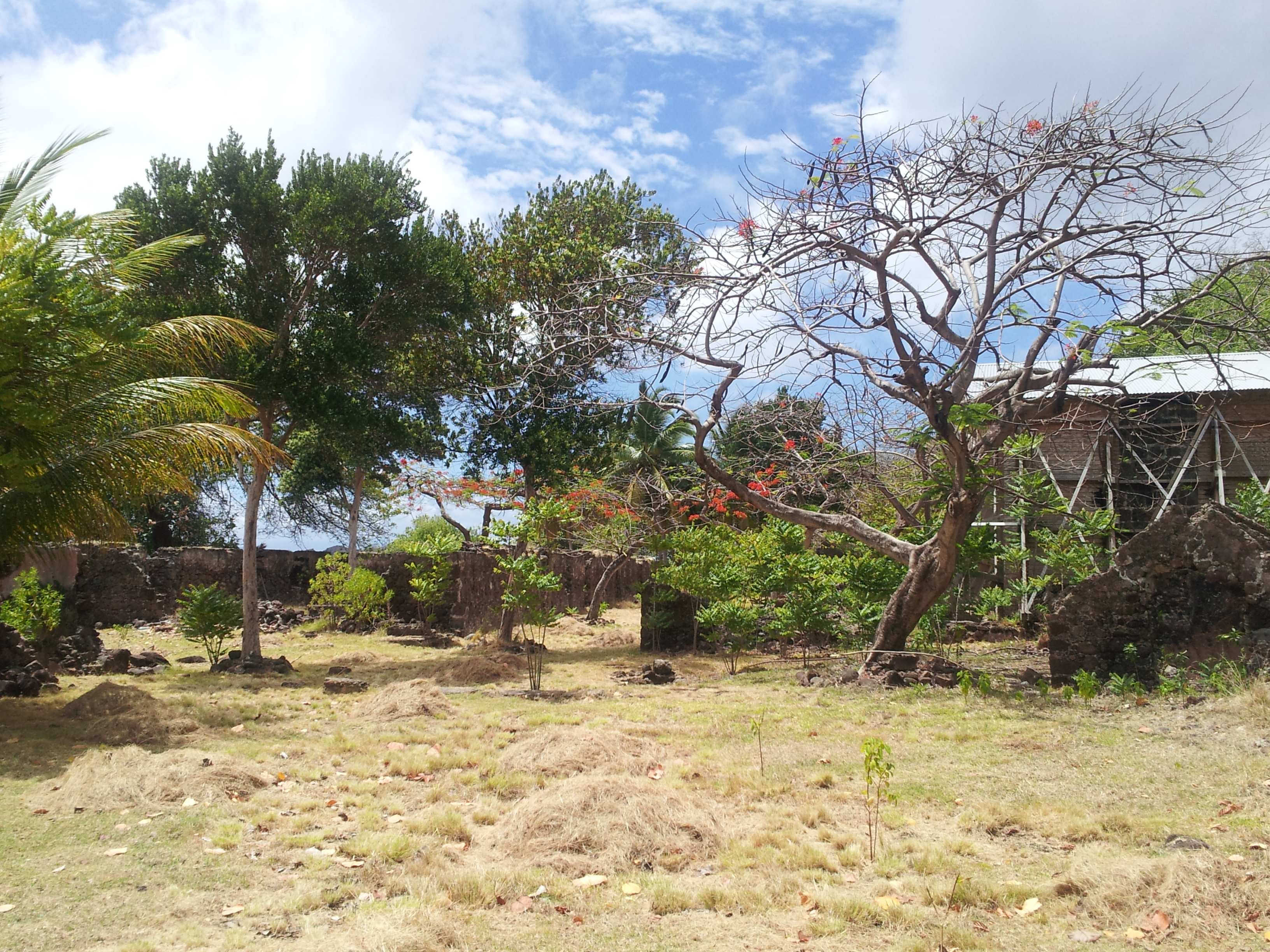
Vestiges de la poterie de Terre-de-Bas
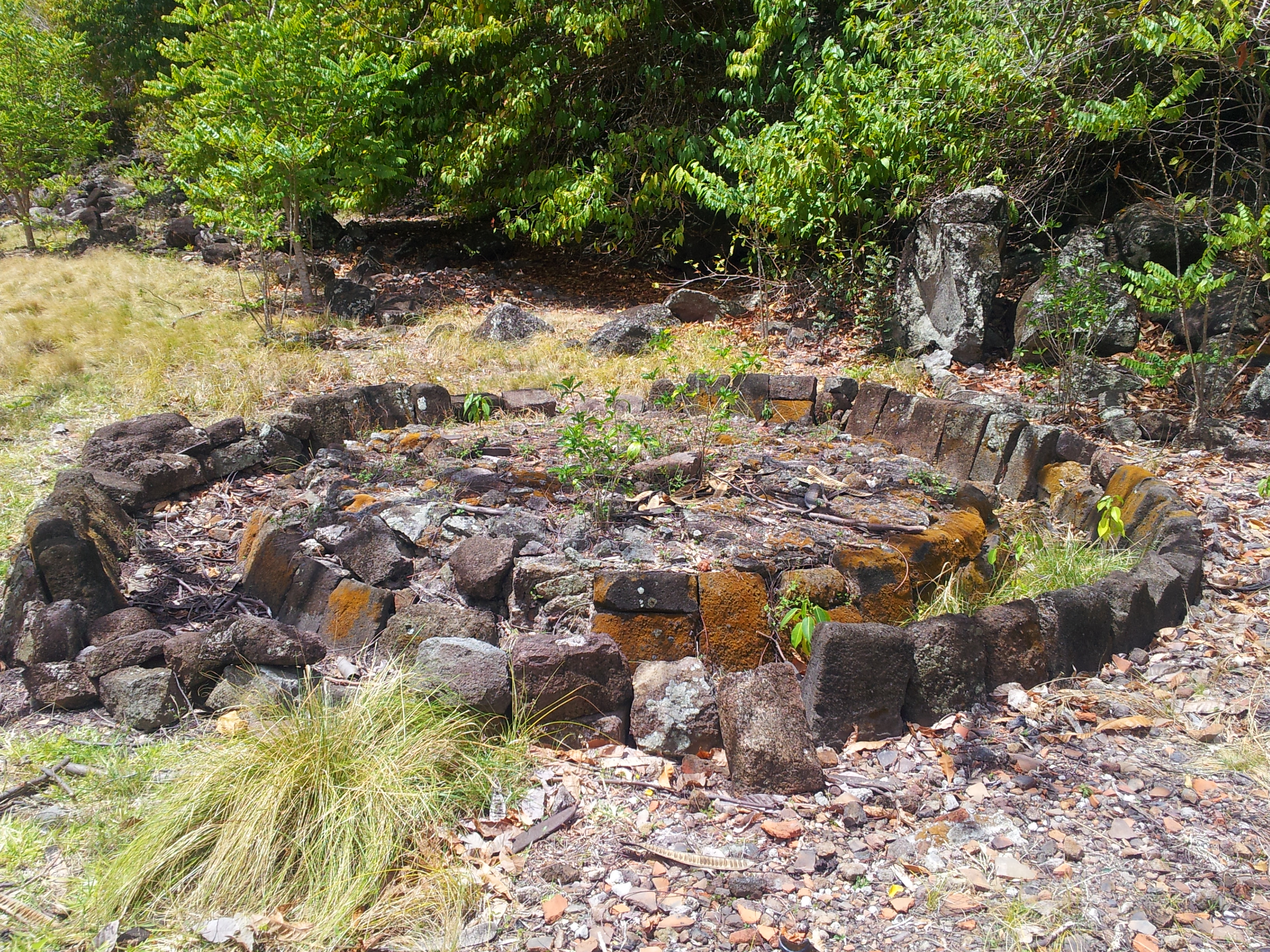
Moulin à bête pour broyer la terre argileuse
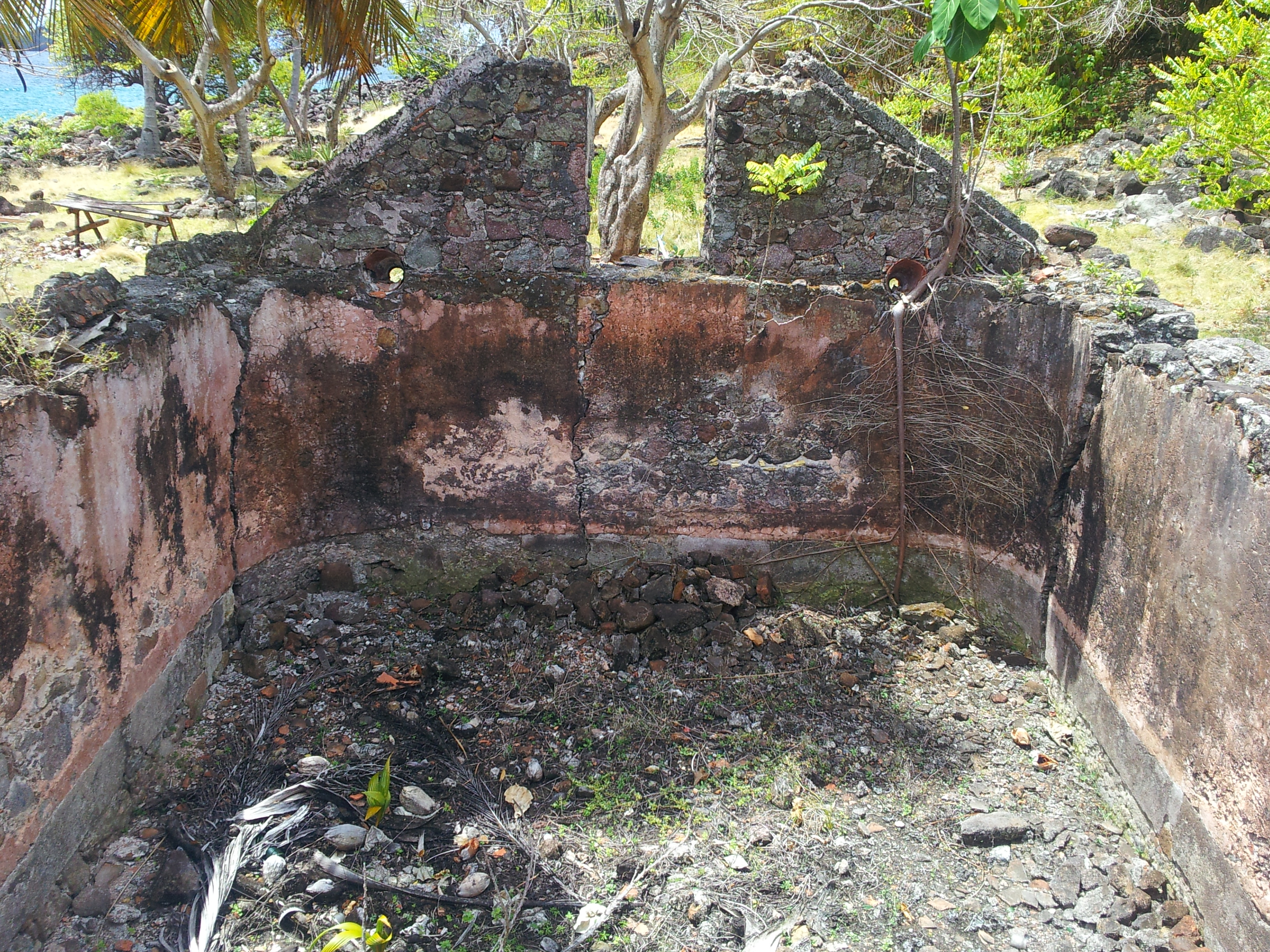
La citerne
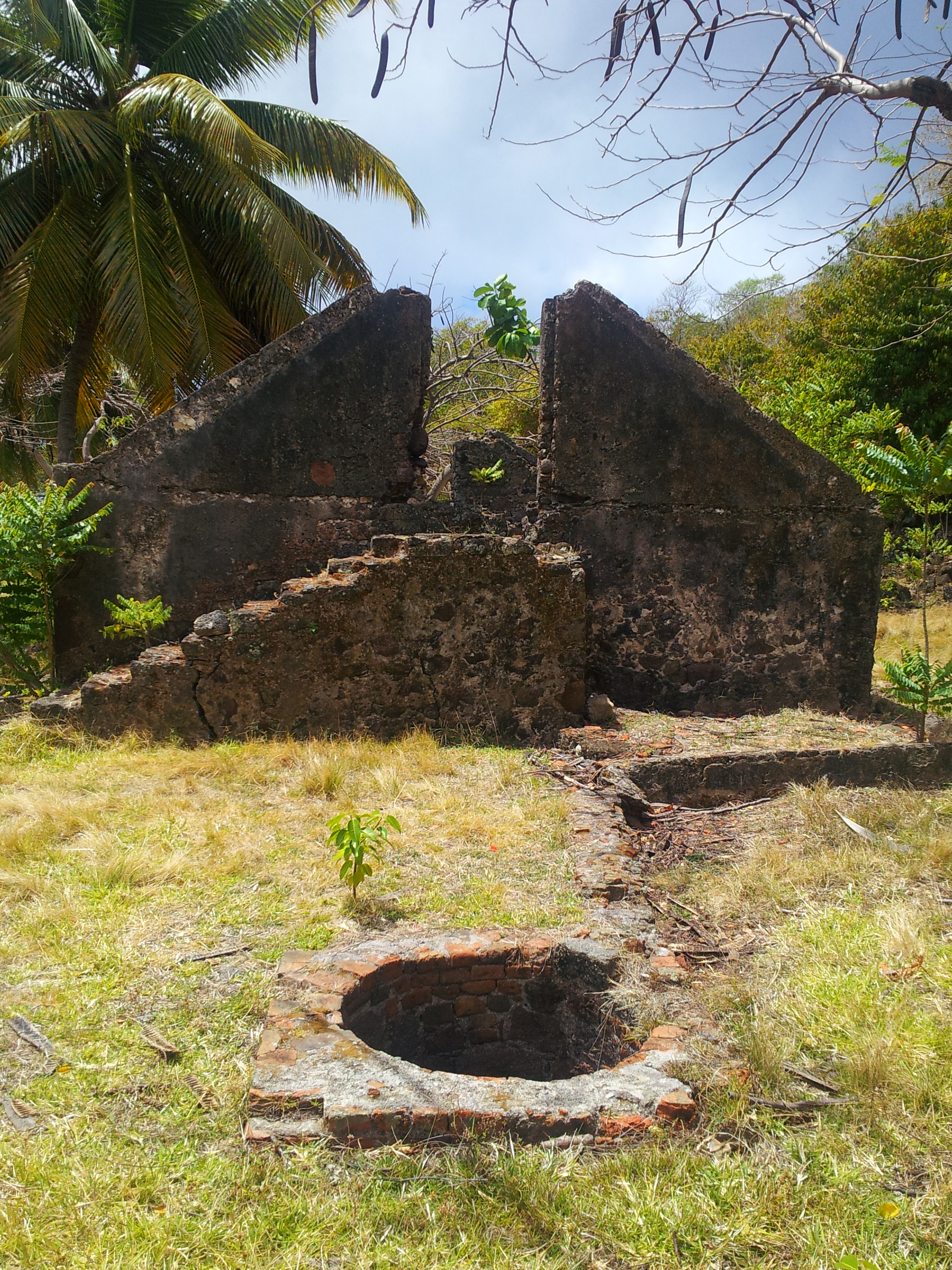
Citerne et bac à tremper
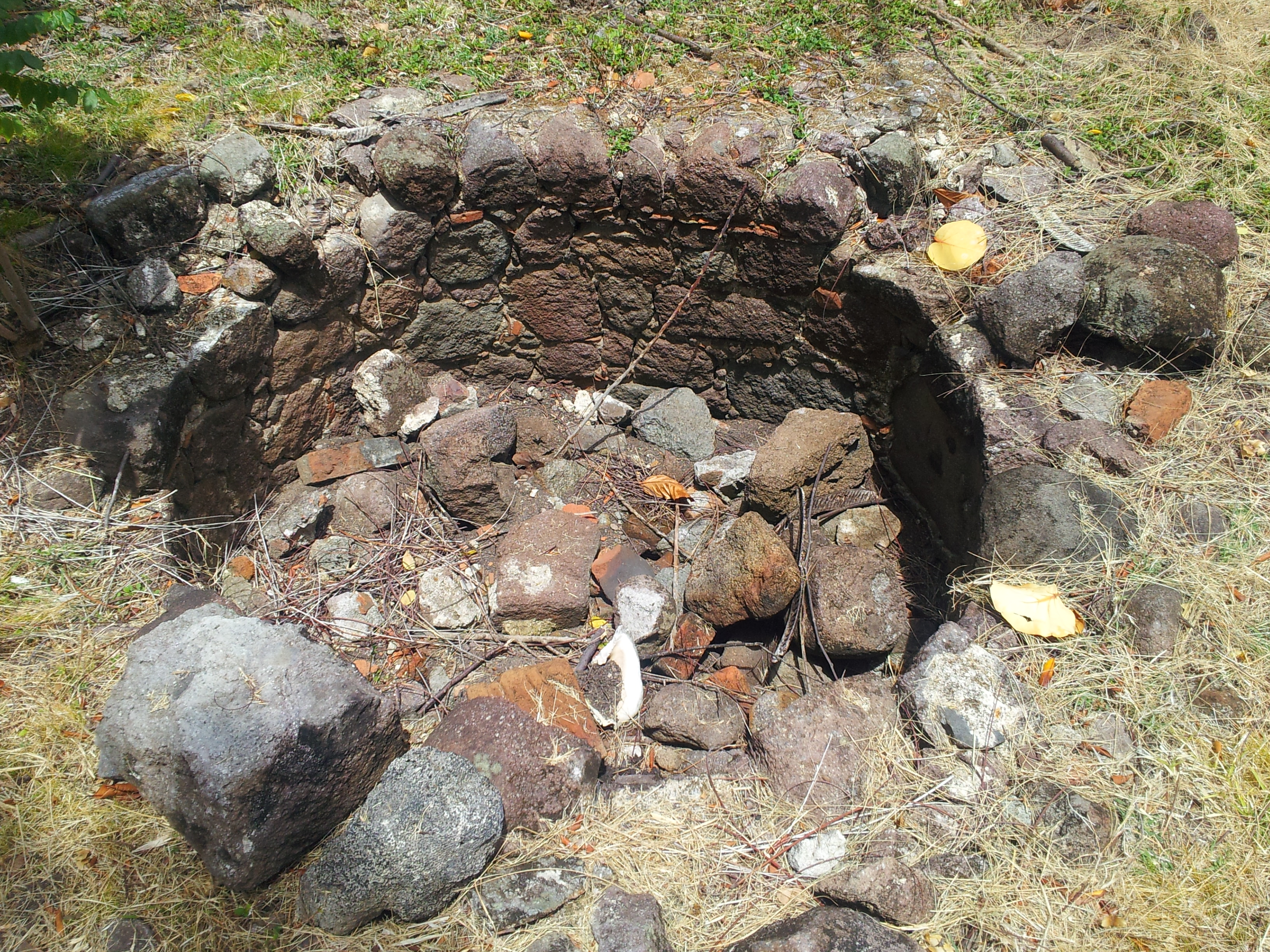
Bac à tremper et couler la terre
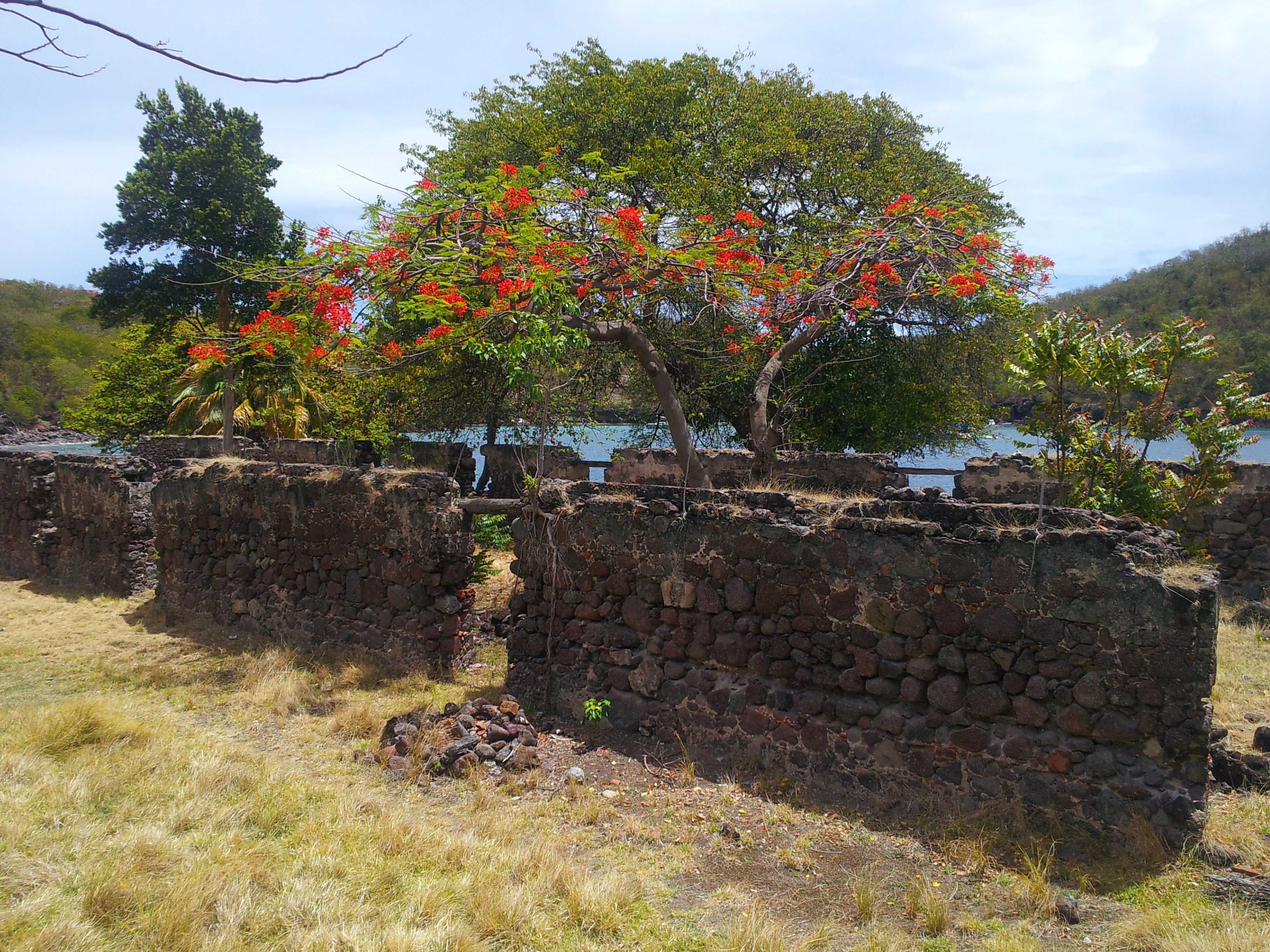
L'atelier
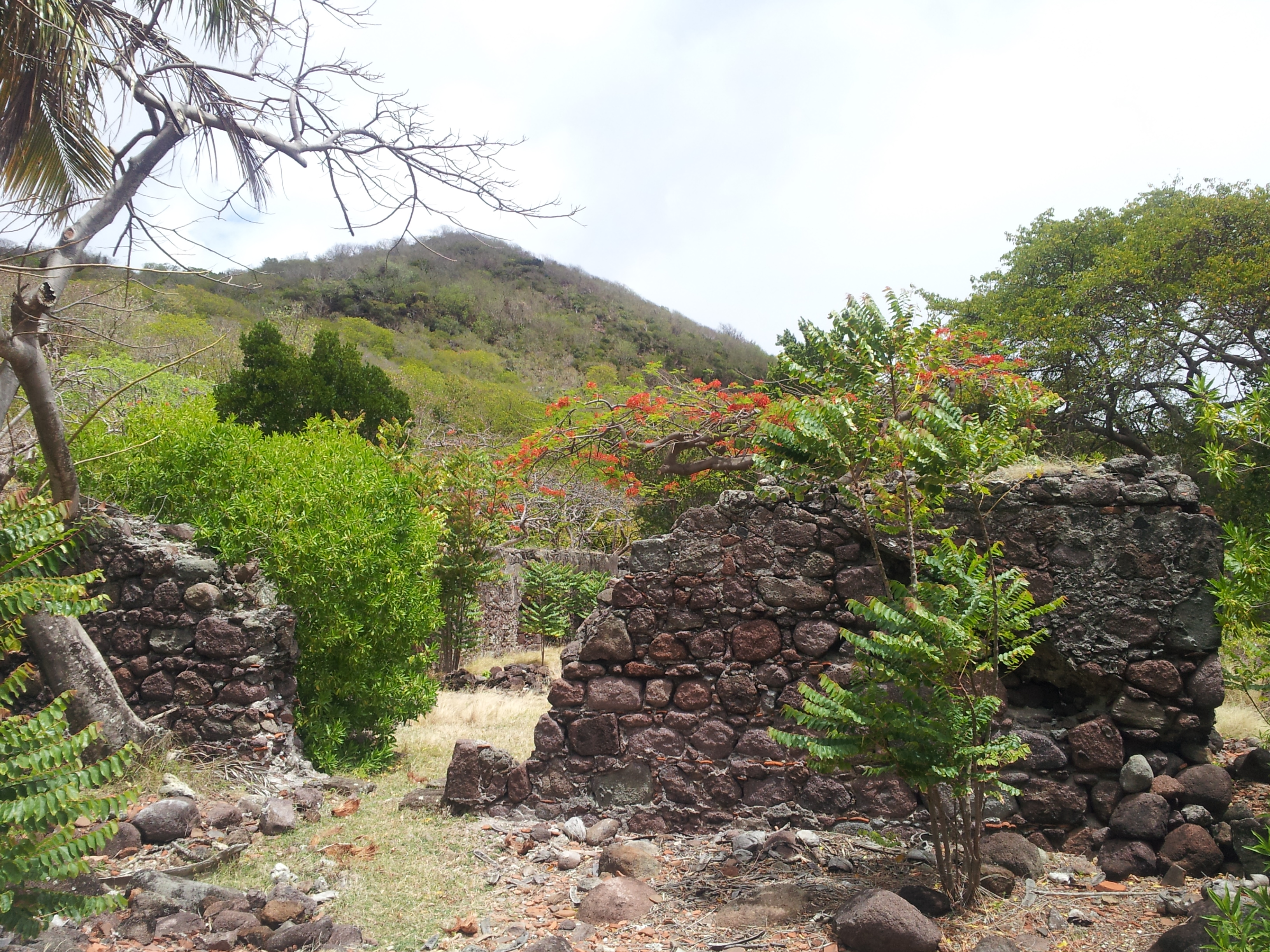
L'atelier